# Mroki (Jirásek)

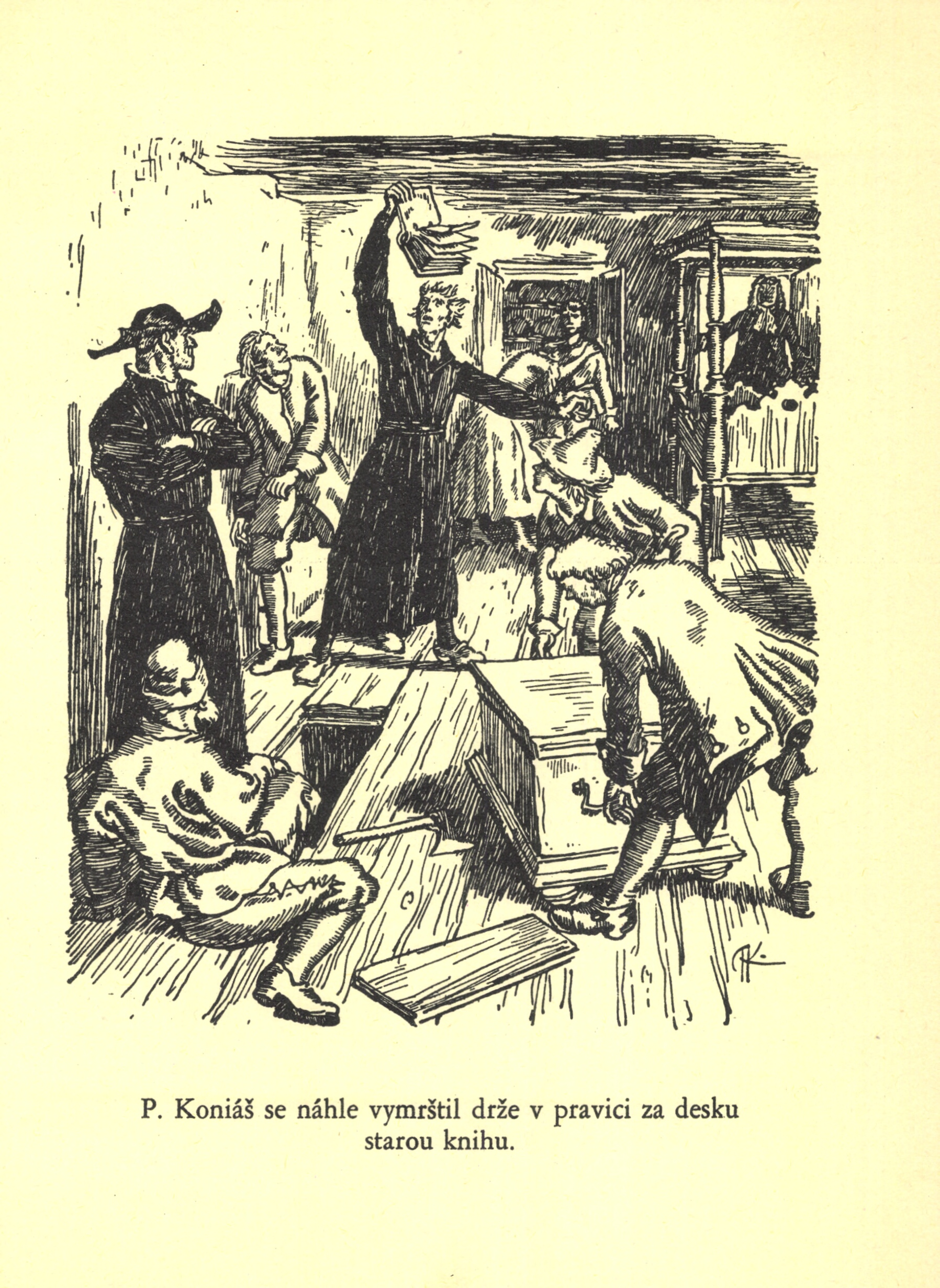

Mroki (cz. Temno) – powieść historyczna czeskiego pisarza Aloisa Jiráska, opublikowana w 1915 nakładem J. Otty. Opowiada o czasach po Bitwie pod Białą Górą. Ma charakter patriotyczny, antyaustriacki i pewnym stopniu antykatolicki, a w każdym razie antyjezuicki. Wywarła duży wpływ na postrzeganie epoki baroku jako czasu zastoju kulturalnego.